# Station Przysieczyn
Station Przysieczyn is een spoorwegstation in de Poolse plaats Przysieczyn.